# V518 Carinae
V518 Carinae eller HD 92938, är en ensam stjärna i mellersta delen av stjärnbilden Kölen och ingår i den öppna stjärnhopen IC 2602 nära Carinanebulosan. Den har en skenbar magnitud av ca 4,82 och är svagt synlig för blotta ögat där ljusföroreningar ej förekommer. Baserat på parallaxmätning inom Hipparcosuppdraget på ca 7,2 mas, beräknas den befinna sig på ett avstånd på ca 450 ljusår (ca 139 parsek) från solen. Den rör sig bort från solen med en heliocentrisk radialhastighet på ca 24 km/s.

## Egenskaper
V518 Carinae är en blå till vit stjärna i huvudserien av spektralklass B3/5 V och katalogiseras som en heliumstjärna, en kemiskt ovanlig stjärna med onormalt starka heliumabsorptionslinjer i dess spektrum och relativt svaga vätelinjer. Den är möjligen en blå eftersläntrare. Den har en massa som är ca 6 solmassor,  en radie som är ca 3,3 solradier och har ca 753 gånger solens utstrålning av energi från dess fotosfär vid en effektiv temperatur av ca 15 400 K.
V518 Carinae är också en Be-stjärna, en het stjärna med emissionslinjer i dess spektrum härrörande från en stoftskiva kring stjärnan. Stjärnor som visar oregelbundna förändringar i ljusstyrka på grund av en sådan skiva grupperas som Gamma Cassiopeiae-variabler. V518 Carinae är känd för att producera utbrott i skivan som varar flera hundra dygn.

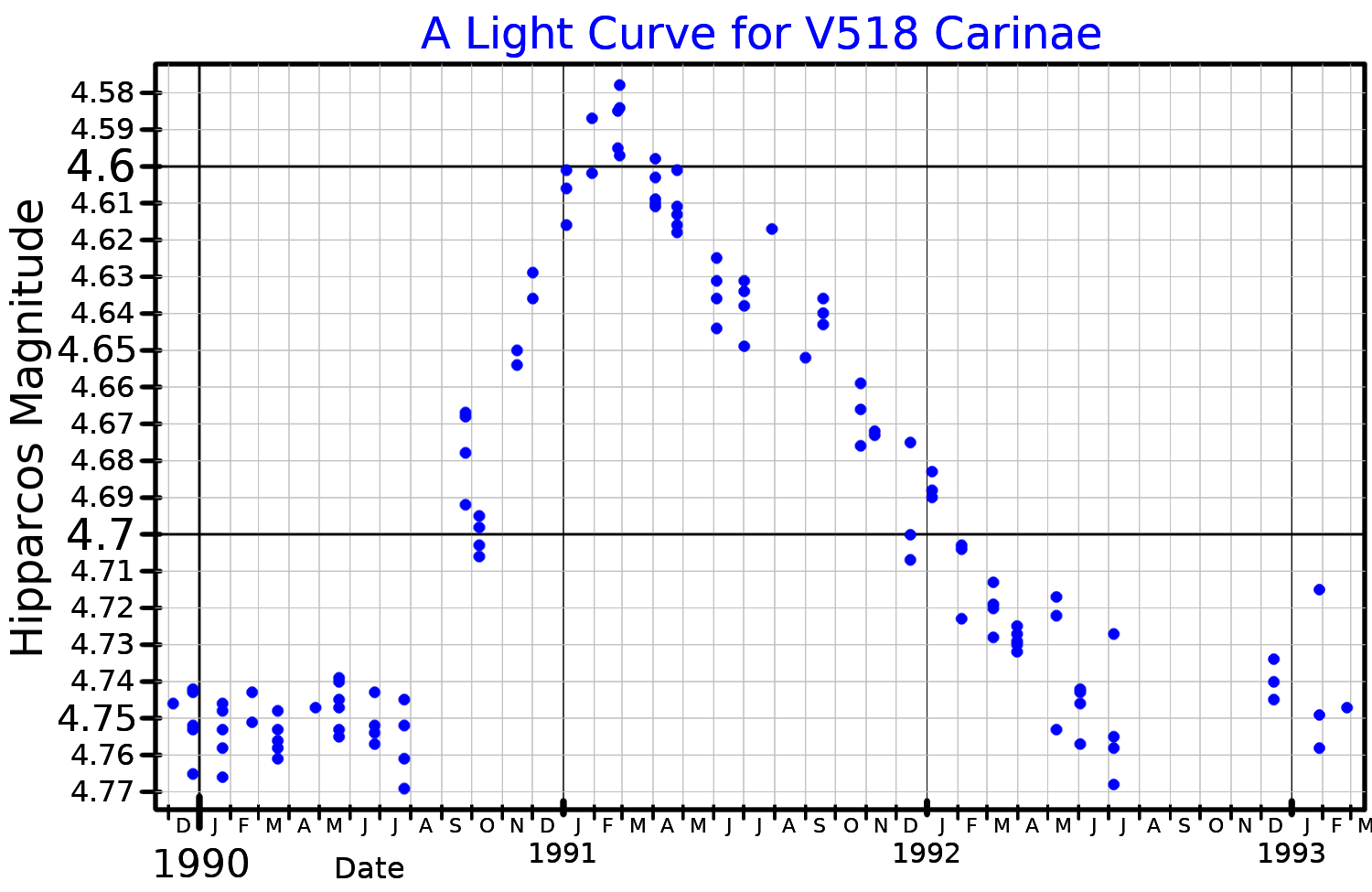
Ljuskurva för V518 Carinae, plottad från Hipparcos-data.

## Variation
V518 Carinae upptäcktes ändra i ljusstyrka genom analys av Hipparco-fotometri. Amplituden av variationerna som ses är 0,2 magnitud, med möjliga perioder på 100 och 971 dygn. Den klassificeras som en Gamma Cassiopeiae-variabel.